# رومالد پیزر
رومالد پیزر (انگلیسی: Romuald Peiser؛ زادهٔ ۳ اوت ۱۹۷۹) بازیکن فوتبال اهل فرانسه است.
از باشگاه‌هایی که در آن بازی کرده‌است می‌توان به باشگاه فوتبال ناوال، باشگاه فوتبال آکادمیکا، باشگاه فوتبال بایر ۰۴ لورکوزن، باشگاه فوتبال فادوتس، باشگاه فوتبال تروا، باشگاه فوتبال پاری سن ژرمن، باشگاه فوتبال اوردینگن ۰۵، و باشگاه فوتبال راپید بخارست اشاره کرد.